# Барби и Крцко Орашчић
Барби и Крцко Орашчић (енгл. Barbie in the Nutcracker) је канадско−амерички рачунарски анимирани фантастични филм у режији Овена Харлија, са Кели Шеридан као глас Барби. Први је филм са Барби у главној улози, након два телевизијска специјала из 1987. године.
Слабо темељен на краткој причи Е. Т. А. Хофмана из 1816, Крцко Орашчић и Краљ мишева и са музиком из балета Крцко Орашчић из 1892. Петра Чајковског, филм је објављен на VHS-у 2. октобра и DVD-у 23. октобра 2001. године. На телевизији је први пут емитован као сажети једночасовни преглед на CBS-у 22. новембра 2001. године. У потпуности је емитован на Nickelodeon-у 21. марта 2004. године.
Филм је продат у више од 3,4 милиона примерака на DVD-у до 2002. и зарадио је 150 милиона долара у укупној продаји. Освојио је Награду премијера на кућном видеу за најбољи анимирани филм са премијером на кућном видеу.
У Србији, филм је премијерно објавила издавачка кућа Millennium Film & Video на DVD-у 2002. године, са хрватском и словеначком синхронизацијом. Прву српску синхронизацију је 2008. године радио студио Кларион за канал Minimax, а другу 2010. године студио Идеограм за телевизију Happy.

## Радња
Прича почиње када Барби у улози Кларе, добије лепог дрвеног војника, Крцка Орашчића, од своје најдраже тетке. Те ноћи, док је Клара спавала, дрвени војник је оживео и почео своју борбу са злим Краљем мишева. Клара се буди и помаже војнику, али зли краљ на њу баца чаролију и она се смањи на величину Крцка Орашчића. Њих двоје заједно почињу своју спектакуларну пустоловину у којој морају пронаћи Шећерну принцезу, једину која може да поништи злу чаролију Краља мишева.